# Guarda (circonscription électorale)
Pour les articles homonymes, voir Guarda (homonymie).
La circonscription électorale de Beja est une circonscription électorale du Portugal, utilisée pour les élections législatives.
Ses frontières correspondent au district du même nom.

## Résultats

### Années 2020

#### 2025
| Parti                                      | Parti                                     | Voix    | %     | +/-  | Sièges | +/-           |
| ------------------------------------------ | ----------------------------------------- | ------- | ----- | ---- | ------ | ------------- |
|                                            | AD – Coalition PSD/CDS (PPD/PSD.CDS-PP)   | 32 295  | 40,75 | 5,62 | 1      | en stagnation |
|                                            | Parti socialiste (PS)                     | 21 554  | 27,20 | 5,61 | 1      | en stagnation |
|                                            | Chega (CH)                                | 17 249  | 21,76 | 2,58 | 1      | en stagnation |
|                                            | Initiative libérale (IL)                  | 1 995   | 2,52  | 0,21 | 0      | en stagnation |
|                                            | Alternative démocratique nationale (ADN)  | 1 662   | 2,10  | 0,54 | 0      | en stagnation |
|                                            | LIBRE (L)                                 | 1 229   | 1,55  | 0,15 | 0      | en stagnation |
|                                            | Coalition démocratique unitaire (PCP-PEV) | 1 037   | 1,31  | 0,30 | 0      | en stagnation |
|                                            | Bloc de gauche (BE)                       | 1 010   | 1,27  | 1,51 | 0      | en stagnation |
|                                            | Personnes–Animaux–Nature (PAN)            | 607     | 0,77  | 0,23 | 0      | en stagnation |
|                                            | Parti populaire monarchiste (PPM)         | 170     | 0,21  | N/A  | 0      | en stagnation |
|                                            | Réagir, inclure, recycler (RIR)           | 134     | 0,17  | 0,18 | 0      | en stagnation |
|                                            | Volt Portugal (VP)                        | 118     | 0,15  | 0,03 | 0      | en stagnation |
|                                            | Nous, citoyens ! (NC)                     | 117     | 0,15  | Abs. | 0      | en stagnation |
|                                            | Ergue-te (E)                              | 80      | 0,10  | 0,12 | 0      | en stagnation |
|                                            |                                           |         |       |      |        |               |
| Suffrages exprimés                         | Suffrages exprimés                        | 79 257  | 97,10 |      |        |               |
| Votes blancs                               | Votes blancs                              | 1 179   | 1,44  |      |        |               |
| Votes invalides                            | Votes invalides                           | 1 185   | 1,45  |      |        |               |
| Total                                      | Total                                     | 81 621  | 100   | –    | 3      | en stagnation |
| Abstentions                                | Abstentions                               | 57 885  | 41,49 |      |        |               |
| Inscrits/Participation                     | Inscrits/Participation                    | 139 506 | 58,51 |      |        |               |
|                                            |                                           |         |       |      |        |               |
| Source: Commission nationale des élections |                                           |         |       |      |        |               |

| Parti | Parti | Parti | Parti   | Députés           |
| ----- | ----- | ----- | ------- | ----------------- |
|       | AD    |       | PPD/PSD | - Dulcineia Moura |
|       | PS    | PS    | PS      | - Aida Oliveira   |
|       | CH    | CH    | CH      | - Carlos Gomes    |

#### 2024
| Parti                                      | Parti                                    | Voix    | %     | +/-   | Sièges | +/-           |
| ------------------------------------------ | ---------------------------------------- | ------- | ----- | ----- | ------ | ------------- |
|                                            | Alliance démocratique (AD) (PSD-PP-PPM)  | 29 013  | 35,13 | 1,41  | 1      | en stagnation |
|                                            | Parti socialiste (PS)                    | 27 094  | 32,81 | 13,35 | 1      | 1             |
|                                            | Chega (CH)                               | 15 837  | 19,18 | 11,06 | 1      | 1             |
|                                            | Bloc de gauche (BE)                      | 2 299   | 2,78  | 0,36  | 0      | en stagnation |
|                                            | Alternative démocratique nationale (ADN) | 2 181   | 2,64  | Abs.  | 0      | en stagnation |
|                                            | Initiative libérale (IL)                 | 1 910   | 2,31  | 0,33  | 0      | en stagnation |
|                                            | Coalition démocratique unitaire (CDU)    | 1 331   | 1,61  | 0,20  | 0      | en stagnation |
|                                            | Libre (L)                                | 1 153   | 1,40  | 0,85  | 0      | en stagnation |
|                                            | Personnes–Animaux–Nature (PAN)           | 822     | 1,00  | 0,33  | 0      | en stagnation |
|                                            | Nouvelle Droite (ND)                     | 292     | 0,35  | Nv.   | 0      | en stagnation |
|                                            | Réagir, inclure, recycler (RIR)          | 289     | 0,35  | 0,10  | 0      | en stagnation |
|                                            | Ergue-te (E)                             | 184     | 0,22  | 0,06  | 0      | en stagnation |
|                                            | Volt Portugal (VP)                       | 96      | 0,12  | 0,03  | 0      | en stagnation |
|                                            | Alternative 21 (MPT-A)                   | 80      | 0,10  | 0,01  | 0      | en stagnation |
|                                            |                                          |         |       |       |        |               |
| Suffrages exprimés                         | Suffrages exprimés                       | 82 581  | 97,12 |       |        |               |
| Votes blancs                               | Votes blancs                             | 1 163   | 1,37  |       |        |               |
| Votes nuls                                 | Votes nuls                               | 1 290   | 1,52  |       |        |               |
| Total                                      | Total                                    | 85 034  | 100   | -     | 3      | en stagnation |
| Abstention                                 | Abstention                               | 56 031  | 39,72 |       |        |               |
| Inscrits/Participation                     | Inscrits/Participation                   | 141 065 | 60,28 |       |        |               |
|                                            |                                          |         |       |       |        |               |
| Source: Commission nationale des élections |                                          |         |       |       |        |               |

| Parti | Parti | Parti | Parti   | Députés               |
| ----- | ----- | ----- | ------- | --------------------- |
|       | AD    |       | PPD/PSD | - Dulcineia Moura     |
|       | PS    | PS    | PS      | - Ana Mendes Godinho  |
|       | CH    | CH    | CH      | - Nuno Simões de Melo |

#### 2022
| Parti                                      | Parti                                  | Voix    | %     | +/-  | Sièges | +/-           |
| ------------------------------------------ | -------------------------------------- | ------- | ----- | ---- | ------ | ------------- |
|                                            | Parti socialiste (PS)                  | 34 867  | 46,16 | 6,49 | 2      | en stagnation |
|                                            | Parti social-démocrate (PPD/PSD)       | 25 882  | 34,27 | 2,03 | 1      | en stagnation |
|                                            | Chega (CH)                             | 6 134   | 8,12  | 6,56 | 0      | en stagnation |
|                                            | Bloc de gauche (BE)                    | 2 368   | 3,14  | 5,11 | 0      | en stagnation |
|                                            | CDS – Parti populaire (CDS-PP)         | 1 716   | 2,27  | 3,00 | 0      | en stagnation |
|                                            | Initiative libérale (IL)               | 1 492   | 1,98  | 1,35 | 0      | en stagnation |
|                                            | Coalition démocratique unitaire (CDU)  | 1 364   | 1,81  | 1,35 | 0      | en stagnation |
|                                            | Personnes–Animaux–Nature (PAN)         | 506     | 0,67  | 1,01 | 0      | en stagnation |
|                                            | Libre (L)                              | 419     | 0,55  | 0,04 | 0      | en stagnation |
|                                            | Réagir, inclure, recycler (RIR)        | 341     | 0,45  | 0,18 | 0      | en stagnation |
|                                            | Ergue-te (E)                           | 120     | 0,16  | 0,07 | 0      | en stagnation |
|                                            | Volt Portugal (VP)                     | 117     | 0,15  | Nv.  | 0      | en stagnation |
|                                            | Parti de la Terre (MPT)                | 69      | 0,09  | 0,08 | 0      | en stagnation |
|                                            | Mouvement Alternative socialiste (MAS) | 67      | 0,09  | Abs. | 0      | en stagnation |
|                                            | Parti travailliste portugais (PTP)     | 66      | 0,09  | 0,15 | 0      | en stagnation |
|                                            |                                        |         |       |      |        |               |
| Suffrages exprimés                         | Suffrages exprimés                     | 75 528  | 97,78 |      |        |               |
| Votes blancs                               | Votes blancs                           | 782     | 1,01  |      |        |               |
| Votes nuls                                 | Votes nuls                             | 936     | 1,21  |      |        |               |
| Total                                      | Total                                  | 77 246  | 100   | -    | 3      | en stagnation |
| Abstention                                 | Abstention                             | 68 795  | 47,11 |      |        |               |
| Inscrits/Participation                     | Inscrits/Participation                 | 146 041 | 52,89 |      |        |               |
|                                            |                                        |         |       |      |        |               |
| Source: Commission nationale des élections |                                        |         |       |      |        |               |

| Parti | Parti   | Parti   | Parti   | Députés                                    |
| ----- | ------- | ------- | ------- | ------------------------------------------ |
|       | PS      | PS      | PS      | - Ana Mendes Godinho - Antonio Monteirinho |
|       | PPD/PSD | PPD/PSD | PPD/PSD | - Gustavo Duarte                           |

### Années 2010

#### 2019
| Parti                                      | Parti                                              | Voix    | %     | +/-  | Sièges | +/-           |
| ------------------------------------------ | -------------------------------------------------- | ------- | ----- | ---- | ------ | ------------- |
|                                            | Parti socialiste (PS)                              | 28 789  | 39,67 | 4,41 | 2      | en stagnation |
|                                            | Parti social-démocrate (PPD/PSD)                   | 26 349  | 36,30 | N/A  | 1      | 1             |
|                                            | Bloc de gauche (BE)                                | 5 990   | 8,25  | 0,50 | 0      | en stagnation |
|                                            | CDS – Parti populaire (CDS-PP)                     | 3 823   | 5,27  | N/A  | 0      | en stagnation |
|                                            | Coalition démocratique unitaire (CDU)              | 2 295   | 3,16  | 0,97 | 0      | en stagnation |
|                                            | Personnes–Animaux–Nature (PAN)                     | 1 223   | 1,68  | 0,78 | 0      | en stagnation |
|                                            | Chega (CH)                                         | 1 135   | 1,56  | Nv.  | 0      | en stagnation |
|                                            | Initiative libérale (IL)                           | 461     | 0,63  | Nv.  | 0      | en stagnation |
|                                            | Réagir, inclure, recycler (RIR)                    | 458     | 0,63  | Nv.  | 0      | en stagnation |
|                                            | Alliance (A)                                       | 406     | 0,56  | Nv.  | 0      | en stagnation |
|                                            | Libre (L)                                          | 373     | 0,51  | 0,16 | 0      | en stagnation |
|                                            | Parti communiste des travailleurs portugais (PCTP) | 363     | 0,50  | 0,34 | 0      | en stagnation |
|                                            | Parti travailliste portugais (PTP)                 | 171     | 0,24  | 0,10 | 0      | en stagnation |
|                                            | Parti national rénovateur (PNR)                    | 165     | 0,23  | 0,25 | 0      | en stagnation |
|                                            | Parti uni des retraités (PURP)                     | 154     | 0,21  | 0,04 | 0      | en stagnation |
|                                            | Parti de la Terre (MPT)                            | 122     | 0,17  | 0,19 | 0      | en stagnation |
|                                            | Nous, citoyens ! (NC)                              | 118     | 0,16  | 0,06 | 0      | en stagnation |
|                                            | Parti démocratique républicain (PDR)               | 103     | 0,14  | 1,03 | 0      | en stagnation |
|                                            | Parti populaire monarchiste (PPM)                  | 80      | 0,11  | 0,15 | 0      | en stagnation |
|                                            |                                                    |         |       |      |        |               |
| Suffrages exprimés                         | Suffrages exprimés                                 | 72 578  | 94,69 |      |        |               |
| Votes blancs                               | Votes blancs                                       | 2 030   | 2,65  |      |        |               |
| Votes nuls                                 | Votes nuls                                         | 2 041   | 2,66  |      |        |               |
| Total                                      | Total                                              | 76 649  | 100   | -    | 3      | 1             |
| Abstention                                 | Abstention                                         | 74 886  | 49,42 |      |        |               |
| Inscrits/Participation                     | Inscrits/Participation                             | 151 535 | 50,58 |      |        |               |
|                                            |                                                    |         |       |      |        |               |
| Source: Commission nationale des élections |                                                    |         |       |      |        |               |

| Parti | Parti   | Parti   | Parti   | Députés                                 |
| ----- | ------- | ------- | ------- | --------------------------------------- |
|       | PS      | PS      | PS      | - Ana Mendes Godinho - Santinho Pacheco |
|       | PPD/PSD | PPD/PSD | PPD/PSD | - Carlos Peixoto                        |

#### 2015
| Parti                                      | Parti                                              | Voix    | %     | +/-   | Sièges | +/-           |
| ------------------------------------------ | -------------------------------------------------- | ------- | ----- | ----- | ------ | ------------- |
|                                            | Portugal en avant (PàF) (PPD/PSD-CDS-PP)           | 39 018  | 47,66 | 12,44 | 2      | 1             |
|                                            | Parti socialiste (PS)                              | 28 867  | 35,26 | 5,73  | 2      | 1             |
|                                            | Bloc de gauche (BE)                                | 6 348   | 7,75  | 4,25  | 0      | en stagnation |
|                                            | Coalition démocratique unitaire (CDU)              | 3 380   | 4,13  | 0,42  | 0      | en stagnation |
|                                            | Parti démocrate républicain (PDR)                  | 957     | 1,17  | Nv.   | 0      | en stagnation |
|                                            | Personnes–Animaux–Nature (PAN)                     | 734     | 0,90  | 0,32  | 0      | en stagnation |
|                                            | Parti communiste des travailleurs portugais (PCTP) | 690     | 0,84  | 0,26  | 0      | en stagnation |
|                                            | Parti national rénovateur (PNR)                    | 391     | 0,48  | 0,28  | 0      | en stagnation |
|                                            | Parti de la Terre (MPT)                            | 299     | 0,36  | 0,08  | 0      | en stagnation |
|                                            | LIBRE (L)                                          | 289     | 0,35  | Nv.   | 0      | en stagnation |
|                                            | AGIR (PTP-MAS)                                     | 278     | 0,34  | 0,12  | 0      | en stagnation |
|                                            | Parti populaire monarchiste (PPM)                  | 214     | 0,26  | 0,05  | 0      | en stagnation |
|                                            | Nous, citoyens ! (NC)                              | 182     | 0,22  | Nv.   | 0      | en stagnation |
|                                            | Parti uni des retraités (PURP)                     | 143     | 0,17  | Nv.   | 0      | en stagnation |
|                                            | Ensemble pour le peuple (JPP)                      | 82      | 0,10  | Nv.   | 0      | en stagnation |
|                                            |                                                    |         |       |       |        |               |
| Suffrages exprimés                         | Suffrages exprimés                                 | 81 872  | 95,63 |       |        |               |
| Votes blancs                               | Votes blancs                                       | 1 737   | 2,03  |       |        |               |
| Votes nuls                                 | Votes nuls                                         | 2 000   | 2,34  |       |        |               |
| Total                                      | Total                                              | 85 609  | 100   | -     | 4      | en stagnation |
| Abstention                                 | Abstention                                         | 77 847  | 47,63 |       |        |               |
| Inscrits/Participation                     | Inscrits/Participation                             | 163 456 | 52,37 |       |        |               |
|                                            |                                                    |         |       |       |        |               |
| Source: Commission nationale des élections |                                                    |         |       |       |        |               |

| Parti | Parti | Parti | Parti   | Députés                                           |
| ----- | ----- | ----- | ------- | ------------------------------------------------- |
|       | PàF   |       | PPD/PSD | - Ângela Guerra - Carlos Peixoto                  |
|       | PS    | PS    | PS      | - Santinho Pacheco - Maria Antonia Almeida Santos |

#### 2011
| Parti                                      | Parti                                              | Voix    | %     | +/-   | Sièges | +/-           |
| ------------------------------------------ | -------------------------------------------------- | ------- | ----- | ----- | ------ | ------------- |
|                                            | Parti social-démocrate (PPD/PSD)                   | 43 024  | 48,38 | 11,64 | 3      | 1             |
|                                            | Parti socialiste (PS)                              | 26 263  | 29,53 | 7,63  | 1      | 1             |
|                                            | CDS – Parti populaire (CDS-PP)                     | 10 426  | 11,72 | 0,20  | 0      | en stagnation |
|                                            | Coalition démocratique unitaire (CDU)              | 3 299   | 3,71  | 0,34  | 0      | en stagnation |
|                                            | Bloc de gauche (BE)                                | 3 114   | 3,50  | 4,30  | 0      | en stagnation |
|                                            | Parti communiste des travailleurs portugais (PCTP) | 755     | 0,85  | 0,27  | 0      | en stagnation |
|                                            | Personnes–Animaux–Nature (PAN)                     | 520     | 0,58  | Nv.   | 0      | en stagnation |
|                                            | Portugal Pro-vie (PPV)                             | 286     | 0,32  | 0,02  | 0      | en stagnation |
|                                            | Parti de la Terre (MPT)                            | 251     | 0,28  | 0,01  | 0      | en stagnation |
|                                            | Mouvement Espoir pour le Portugal (MEP)            | 225     | 0,25  | 0,04  | 0      | en stagnation |
|                                            | Parti démocrate de l'Atlantique (PDA)              | 200     | 0,22  | Abs.  | 0      | en stagnation |
|                                            | Parti travailliste portugais (PTP)                 | 199     | 0,22  | 0,11  | 0      | en stagnation |
|                                            | Parti populaire monarchiste (PPM)                  | 191     | 0,21  | 0,13  | 0      | en stagnation |
|                                            | Parti national rénovateur (PNR)                    | 178     | 0,20  | Abs.  | 0      | en stagnation |
|                                            |                                                    |         |       |       |        |               |
| Suffrages exprimés                         | Suffrages exprimés                                 | 88 931  | 95,76 |       |        |               |
| Votes blancs                               | Votes blancs                                       | 2 241   | 2,41  |       |        |               |
| Votes nuls                                 | Votes nuls                                         | 1 700   | 1,83  |       |        |               |
| Total                                      | Total                                              | 92 872  | 100   | -     | 4      | en stagnation |
| Abstention                                 | Abstention                                         | 79 521  | 46,13 |       |        |               |
| Inscrits/Participation                     | Inscrits/Participation                             | 172 393 | 53,87 |       |        |               |
|                                            |                                                    |         |       |       |        |               |
| Source: Commission nationale des élections |                                                    |         |       |       |        |               |

| Parti | Parti   | Parti   | Parti   | Députés                                                    |
| ----- | ------- | ------- | ------- | ---------------------------------------------------------- |
|       | PPD/PSD | PPD/PSD | PPD/PSD | - Ângela Guerra - Manuel Meirinho Martins - Carlos Peixoto |
|       | PS      | PS      | PS      | - Paulo Ribeiro de Campos                                  |